# Спијацо (Тренто)
Спијацо (итал. Spiazzo) је насеље у Италији у округу Тренто, региону Трентино-Јужни Тирол.
Према процени из 2011. у насељу је живело 1243 становника. Насеље се налази на надморској висини од 651 м.

## Становништво
Према резултатима пописа становништва 2011. у општини је живело 1.315 становника.
| 1931. | 1936. | 1951. | 1961. | 1971. | 1981. | 1991. | 2001. | 2011. |
| ----- | ----- | ----- | ----- | ----- | ----- | ----- | ----- | ----- |
| 1.210 | 1.030 | 973   | 919   | 1.022 | 1.105 | 1.112 | 1.122 | 1.315 |